# Oldenlandia bracteosa
Oldenlandia bracteosa är en måreväxtart som först beskrevs av Henry Fletcher Hance, och fick sitt nu gällande namn av Carl Ernst Otto Kuntze. Oldenlandia bracteosa ingår i släktet Oldenlandia och familjen måreväxter. Inga underarter finns listade i Catalogue of Life.